# Myrmecia croslandi
Myrmecia croslandi är en myrart som beskrevs av Taylor 1991. Myrmecia croslandi ingår i släktet bulldoggsmyror, och familjen myror. Inga underarter finns listade i Catalogue of Life.